# Лозова (станція)
Лозовá — пасажирська позакласна дільнична залізнична станція Харківської дирекції Південної залізниці. Розташована в однойменному місті Харківської області.
Станція Лозова також є сортувальною та стиковою (в бік Берестина дільниця електрифікована змінним струмом (~25 кВ), решта напрямків електрифіковані постійним струмом (=3 кВ), через що на станції всім поїздам, які прямують у напрямку Берестина або від нього, здійснюється зміна електровозів різного роду струму). Станція розташована на межі трьох залізниць: Південної (сама станція підпорядкована Південній залізниці), Донецької (межа пролягає за 4 км на схід від станції, у напрямку станції Слов'янськ одразу після зупинного пункту Пост 4 км) й Придніпровської залізниці (межа пролягає за 10 км від станції на південь, у напрямку станції Павлоград I, одразу ж за колійним постом Дачний).

## Історія
До складу Південної залізниці часів Російської імперії, окрім Харківсько-Миколаївської, входила і Лозово-Севастопольська залізниця, яка прокладена від Лозової до Запоріжжя, а згодом і до Сімферополя та закінчувалася у Севастополі. Залізницю зведено впродовж 1869—1875 років.
Лозовський залізничний вузол утворено на перетині Курсько-Харківсько-Азовської та Лозово-Севастопольскої залізниці. Назви сторін (парків) мають історичний характер — саме 1894 року були об'єднані в одну — Курсько-Харківсько-Севастопольську залізницю (з 1907 року об'єднана з Харківсько-Миколаївською залізницею та отримала назву Південні залізниці). Відповідно, з Азовської сторони поїзди вирушають на Азовський хід — у напрямку Слов'янська, а з Севастопольської сторони — на Севастопольський хід, у напрямку Павлограда.
На той час залізничний вузол складався з двох станцій — Лозова—Азовська (Курсько-Харківсько-Азовської) та Лозова-Севастопольська (Лозово-Севастопольської залізниці).
У 1895 році, коли декілька десятків разів вантажі і кореспонденція розвантажувалися не на «тій» Лозовій, назви впорядкували: виникла необхідність перейменування першої станції на Панютине а другої — на Лозову-Пасажирську, щоб запобігти плутанини з вантажами та поштою. Тоді вже виникло питання про підвищення пропускної здатності деяких залізниць. Лозова-Азовська була основною, і саме на цій станції було розташоване паровозне депо. Лозова-Севастопольська була вузловою станцією, від якої розгалужувалися лінії.
8 липня 1889 року виданий Указ імператора Миколи II про будівництво на станції Лозова нової будівлі вокзалу, загального для Лозово-Севастопольської й Курсько-Харково-Азовської магістралі за рахунок обох залізниць.
У грудні 1892 року завершено будівництво вокзалу, а відкриття відбулося лише 14 вересня 1893 року. З цього часу веде початок історія вокзалу станції Лозова.

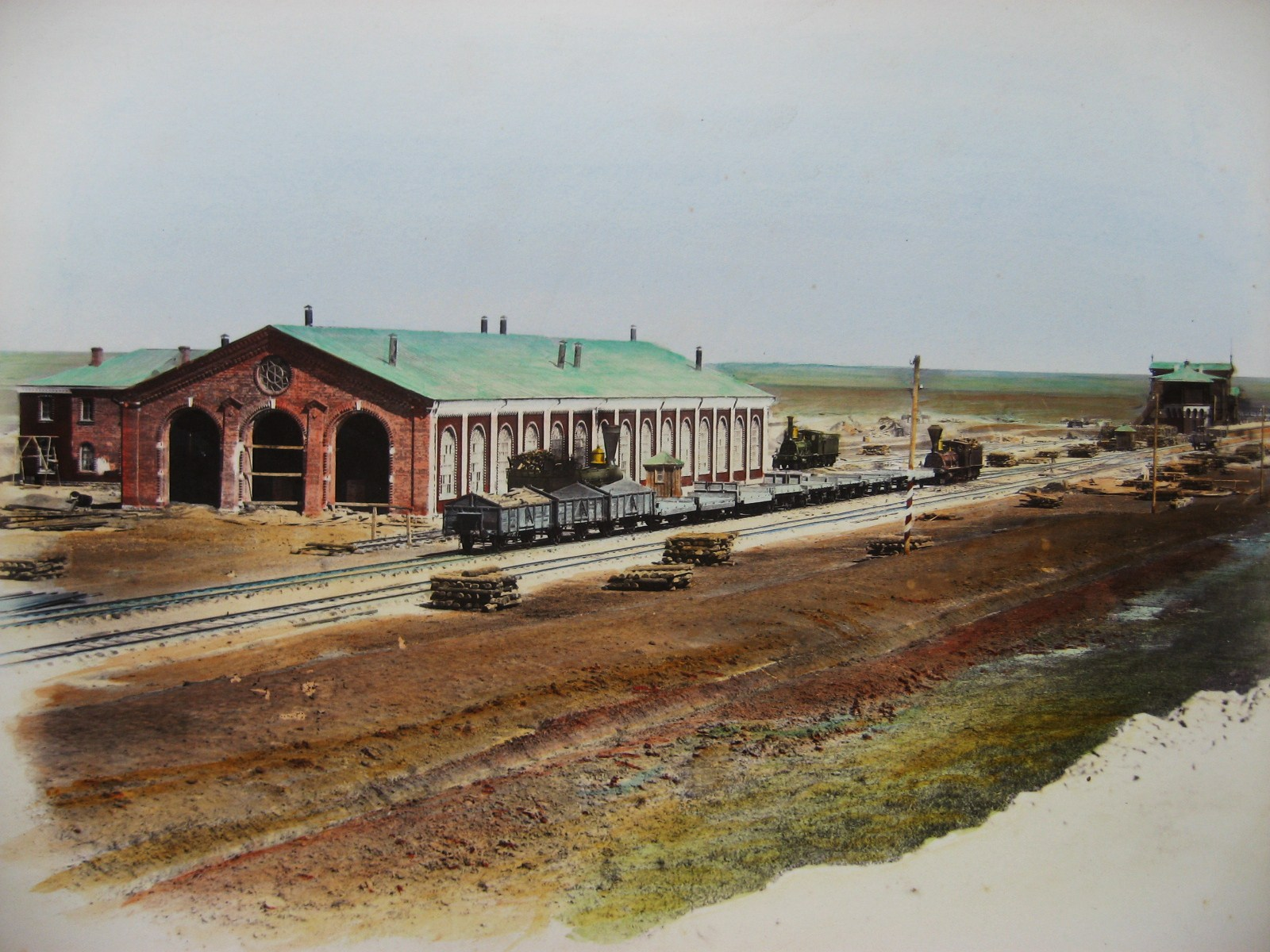
Вокзал (1885—1888)
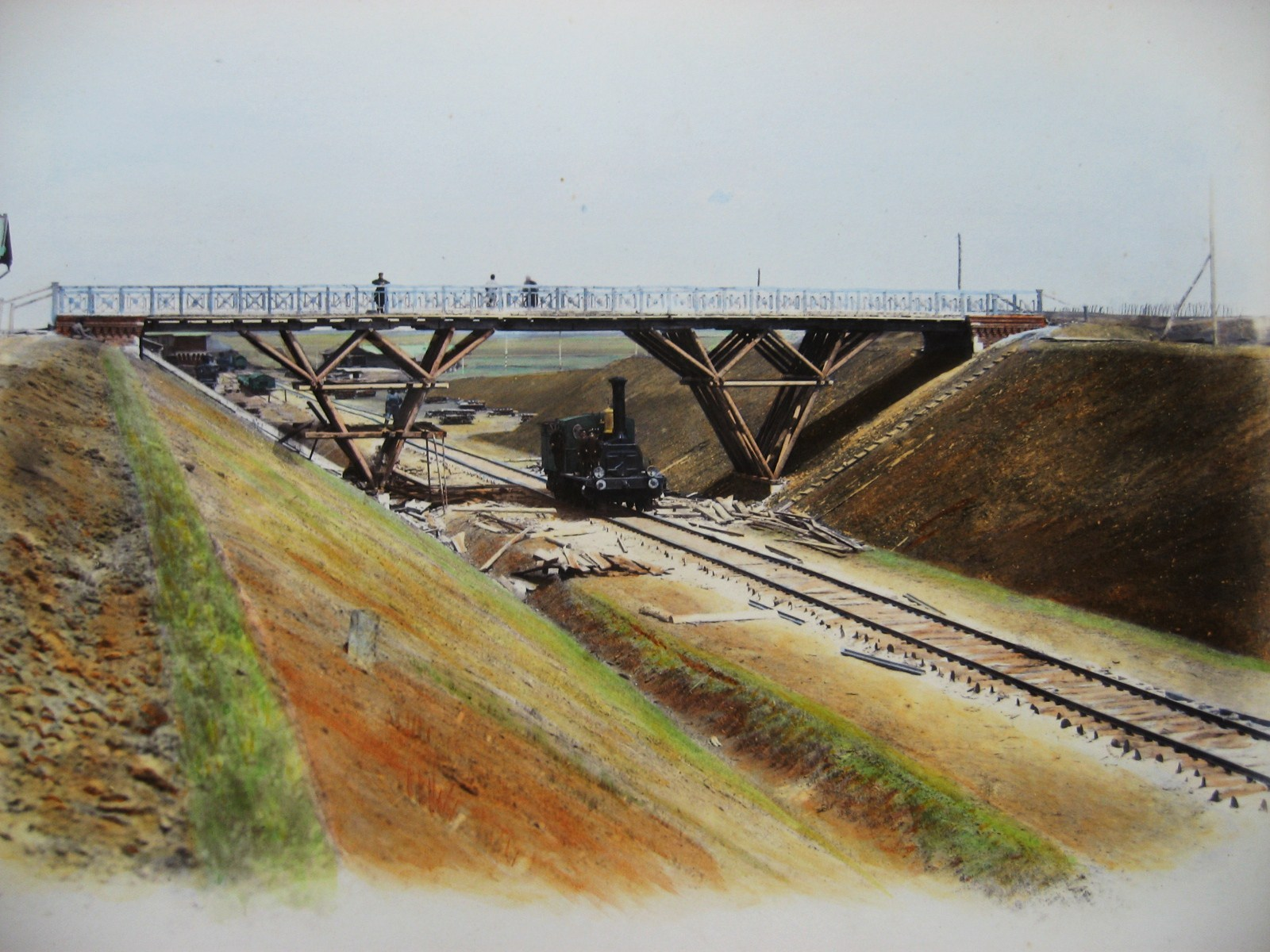
Шляхопровід поблизу станції (1885—1888)
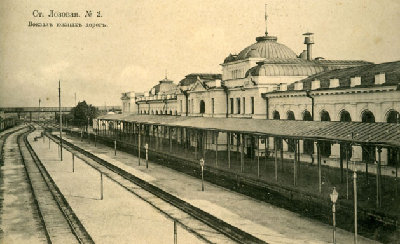
Вокзал на початку ХХ століття

25 жовтня 1901 року відкритий регулярний рух поїздів на дільниці Костянтиноград (Берестин) — Лозова (завдовжки 89 верст). 1903 року до станції Лозова подовжена приватна Києво-Полтавська залізниця.
У 1927 році паровозне депо зі станції Панютине переведено на станцію Лозова (нині — ТЧ-9). На території старого депо були створені вагоноремонтні майстерні, згодом перетворені на вагоноремонтний завод.
1 січня 1949 року утворене 6-те Лозівське відділення Південної залізниці.
У грудні 1917 року точилися перший та другий у  1918—1919 роках бої за станцію Лозова в ході радянсько-української війни, внаслідок чого завдано було чимало руйнувань. Під час Другої світової війни будівля вокзалу також була зруйнована, а після війни почалися роботи з відбудови вокзалу за проєктом головного архітектора Євгена Лимаря та архітектора Цейтліна. Сучасна будівля лозівського залізничного вокзалу введена в експлуатацію у 1950 році.
У 1958 році станція електрифікована постійним струмом (=3 кВ) (відкриття дільниці Харків — Лозова — 2 листопада 1958 року). Саме в цей день відбулося урочисте відкриття приміського руху електропоїздів у напрямку Харкова. 
У 1961 році електрифікований напрямок Лозова — Донбас, а 1965 року дільниця Лозова — Запоріжжя I. У локомотивному депо Лозова (ТЧ-9) розпочалась експлуатація електровозів серії ВЛ22м, ВЛ23, ВЛ11.8.
У травні 2012 року, напередодні Євро-2012, було електрифіковано дільницю Полтава-Південна — Лозова повністю змінним струмом, тому як станцією стикування було обрано саме Лозову. 
З 15 травня 2012 року, замість дизель-поїздів, з Лозової розпочався рух приміських електропоїздів до станції Полтава-Південна.
З середини 2014 року, через війну на сході України, скасовано курсування низку поїздів до станцій Донецьк, Луганськ, а з 27 грудня 2014 року до станцій Сімферополь, Севастополь, Євпаторія, Керч та Феодосія.
З 18 березня 2020 року, через розповсюдження захворювань на COVID-19, припинено рух пасажирських поїздів міжнародного сполучення до Мінська, Москви та Баку.

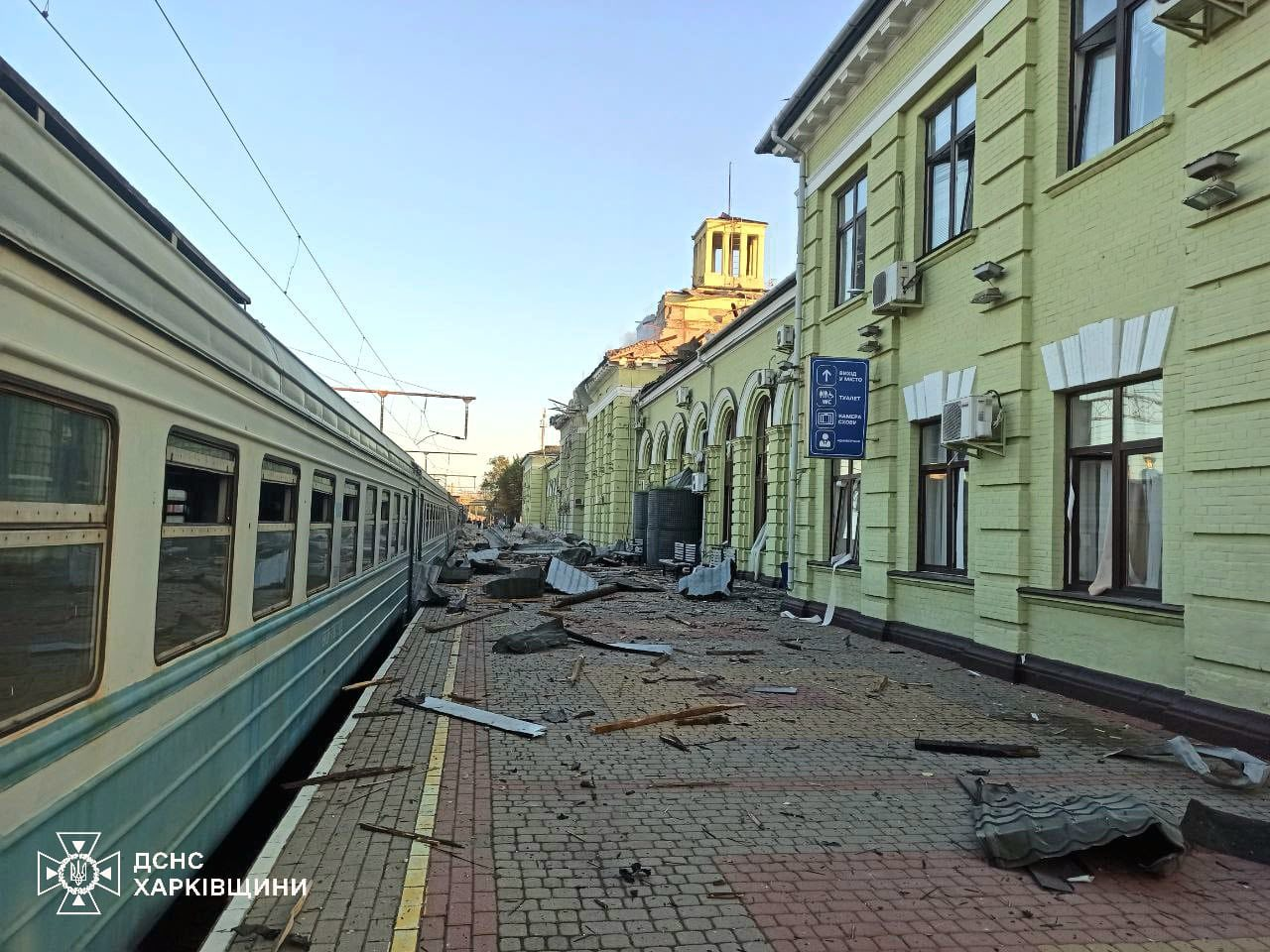
Станція після російського удару вранці 5 серпня 2025 року.

5 серпня 2025 року, близько 02:45-04:40, російські окупанти завдали масованого удару по місту  та залізничній інфраструктурі Лозової, які спрямували щонайменше 33 ударних дрони типу «Герань-2». Останні з них були скеровані вже по рятувальниках, правоохоронцях та медичних працівників, що прибули на місця ударів, аби допомогти людям. В результаті ворожої атаки зазнали руйнувань залізничний вокзал, об'єкти інфраструктури, пошкоджені багатоповерхові та приватні будинки, частина міста залишилася без світла, зникла й вода. Більшість людей встигли пройти в укриття, загинув черговий механік одного з підрозділів, ще 13 осіб зазнали поранень. Через обстріл було змінено рух пасажирських та приміських поїздів по станції Лозова.

## Пасажирське сполучення
На станції Лозова зупиняться всі пасажирські поїзди далекого сполучення, якими є можливість дістатися до Києва, Харкова, Полтави, Одеси, Дніпра, Запоріжжя, Краматорська, Умані, Херсона, Черкас; влітку зазвичай призначалися додаткові поїзди до Генічеська та Бердянська (до 2021 року).
Станція є кінцевою для більшості приміських електропоїздів, які прямують з Харкова, Дніпра, Синельникове I, а також є кінцевою для деяких електропоїздів Донецької залізниці. 
3 жовтня 2022 року Придніпровська залізниця призначила курсування приміського поїзда № 6535/6536 сполученням Запоріжжя II — Лозова — Запоріжжя II, який прямує через станцію Запоріжжя I.
З 9 квітня 2023 року через станцію курсує новий швидкий поїзд № 104/103 «Незламність» сполученням Львів — Краматорськ.

## Подія
24 грудня 2006 року, під час відправлення від станції Лозової, у головному вагоні приміського  електропоїзда ЕР2Р-7070, що прямував за маршрутом № 6853 Харків — Язикове в результаті необережного поводження з вогнем одного з пасажирів виникла пожежа. У вогні загинули семеро осіб. Сильно обгорів головний вагон ЕР2Р-707001, також вогнем було пошкоджено сусідній моторний вагон.
Поїзд прибув на станцію Лозова о 17:09. Зі станції Лозова електропоїзд вирушив згідно з графіком о 17:25, але через 4 хвилини, пройшовши від вокзалу 1800 м, електропоїзд був зупинений локомотивною бригадою, яка отримала повідомлення про раптове загоряння хвостового вагону. Після відправлення поїзда невідомий, який за словами очевидців, перебував у нетверезому стані, розлив легкозаймисту рідину і тут же її навмисне підпалив. Відбулося різке, миттєве займання вогню по всьому пасажирському вагону. Пасажири сусіднього вагона, побачивши яскравий спалах вогню одразу ж повідомили про побачене машиністу електропоїзда через систему екстреного зв'язку. Машиніст негайно зупинив електропоїзд, опустивши струмоприймачі та відкрив автоматичні двері складу, забезпечивши можливість евакуації пасажирів. Через чергову по станції Лозова було викликано пожежний поїзд. Помічник машиніста побіг вагонами в хвіст поїзда. Діставшись до хвостового вагона, почав гасити розбурхане полум'я вогнегасниками. Незабаром йому на допомогу прийшов машиніст і складач поїздів станції Лозова, який розбивши вікно, врятував з палаючого вагона одну з пасажирок.
Пожежний поїзд прибув о 17:42 й приступив до ліквідації вогню, проте через загоряння оздоблювальних матеріалів вагона в результаті задухи від чадного газу і блокуванні одного з тамбурів головного вагона померли сім осіб. О 18:10 пожежа була остаточно ліквідовано. Аби не допустити повторення подібної ситуації, всі тамбури, прилеглі до кабін після цієї події, були відкриті для пасажирів. В РПЧ-1 раніше вони були зачинені через вандалізм та спроби проникнення у кабіну електропоїздів.

## Галерея

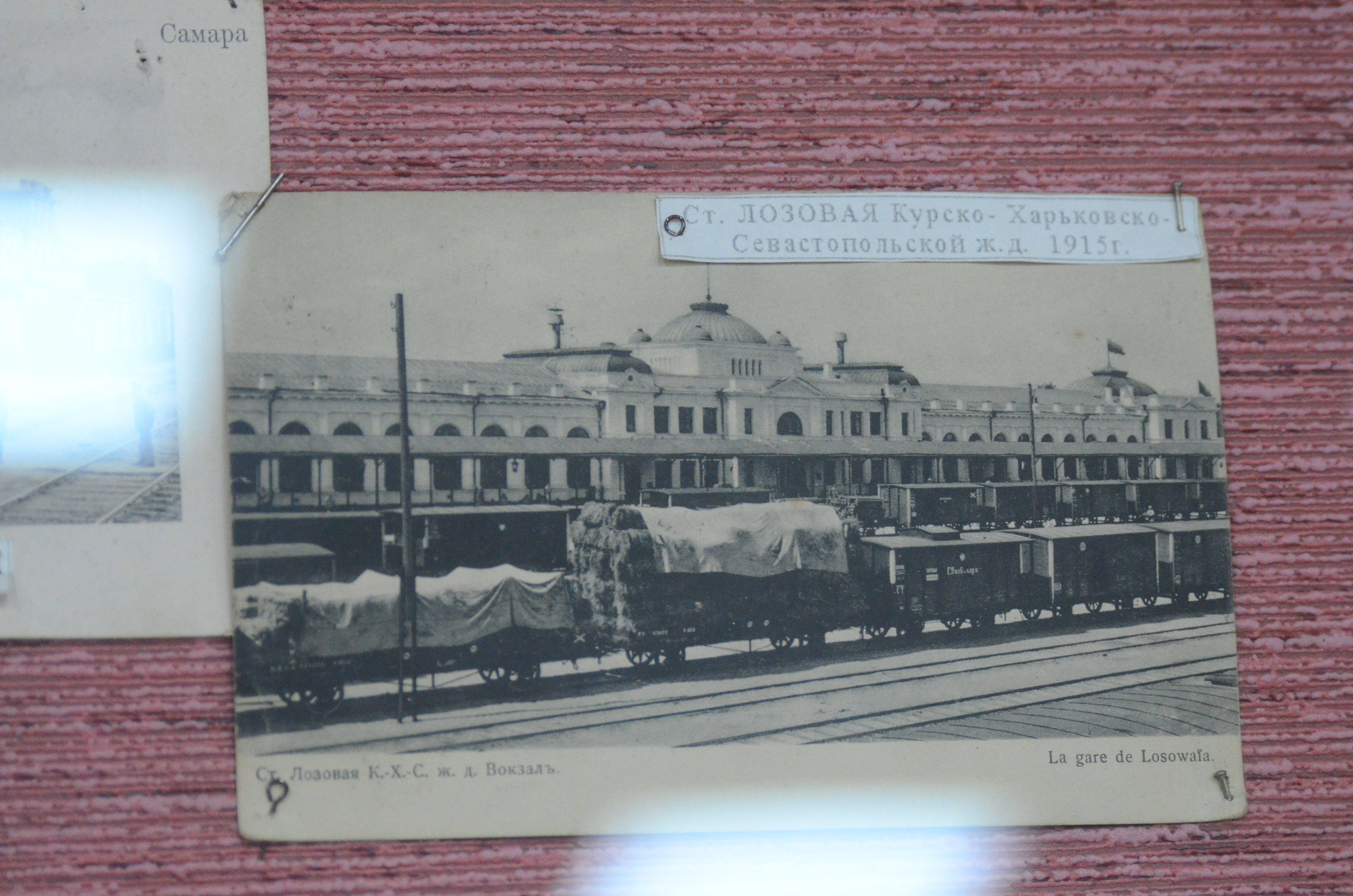
Станція Лозова (1915)
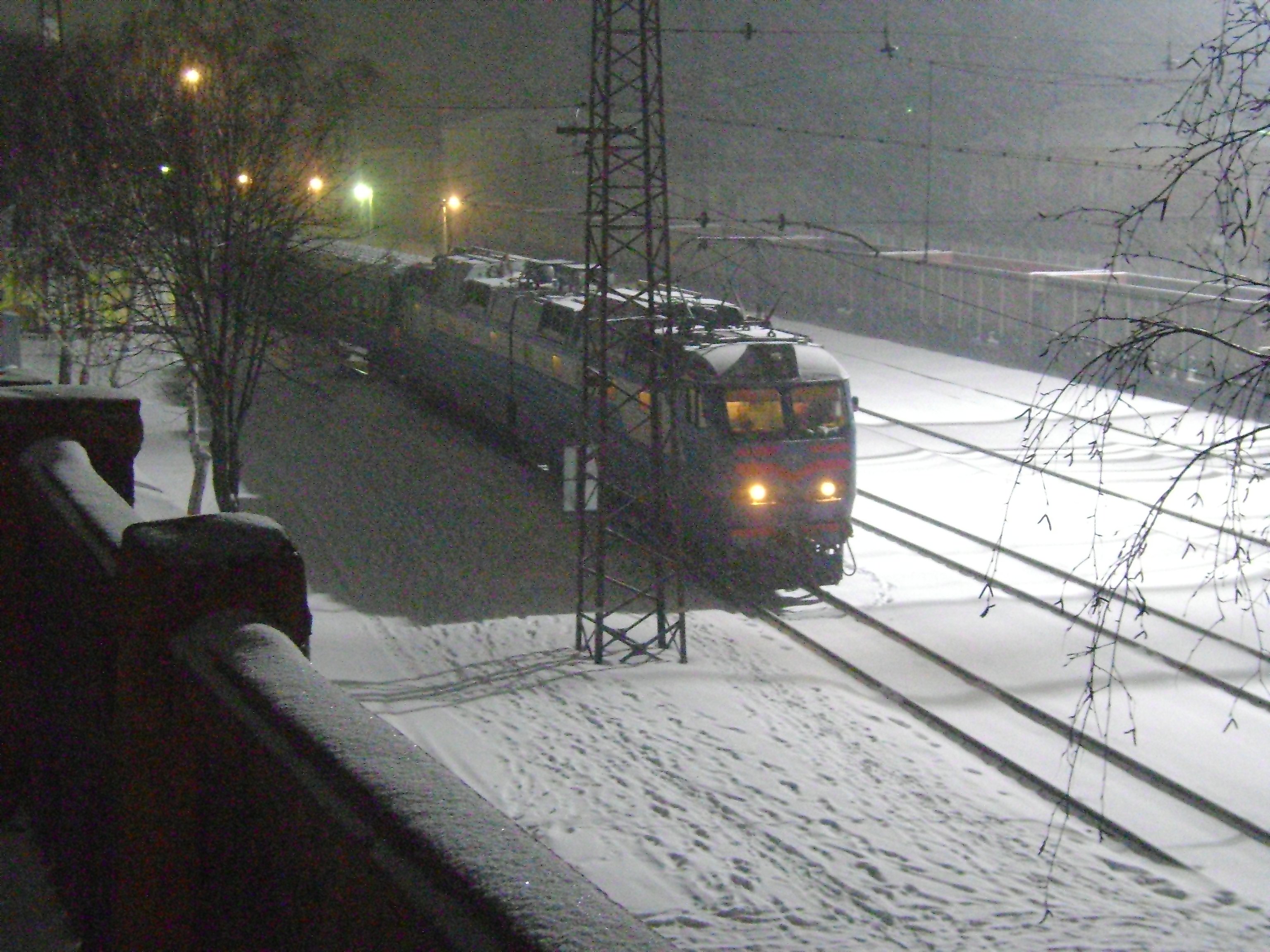
ЧС7 з поїздом на станції Лозова (2010)
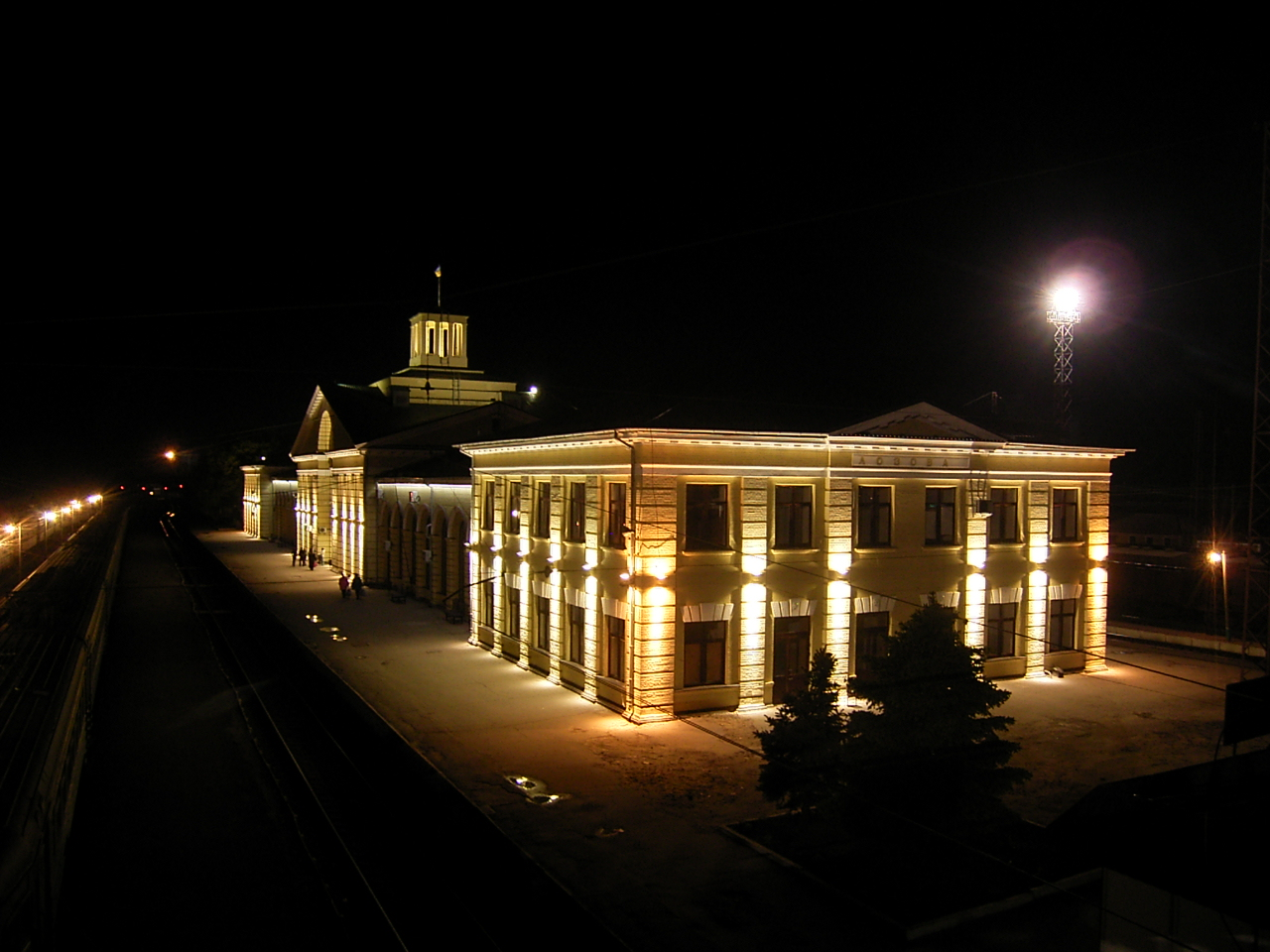
Сучасний вокзал станції Лозова